# عاليه وسطاني
عاليه وسطاني هو حي من احياء مدينة عاليه لبنان عاصمة قضاء عاليه في محافظة جبل لبنان.